# Silene neoladyginae
Silene neoladyginae är en nejlikväxtart som beskrevs av Lazkov. Silene neoladyginae ingår i släktet glimmar, och familjen nejlikväxter. Inga underarter finns listade i Catalogue of Life.